# Parker (Florida)
Parker város az USA Florida államában Bay megyében. Lakosainak száma 4010 fő (2020. április 1.).

## Népesség
A település népességének változása:

| 2010 | 4 317 |
| 2020 | 4 010 |